# ОШ „Дражевац”
Основна школа „Дражевац” се налази у месту Дражевац у општини Обреновац, Београд.

## Историјат
Основна школа „Дражевац“ је основана 26. децембра 1957. године спајањем постојећих школа у Дражевцу и школа у Баљевцу и Конатицама. Касније су „Дражевцу“ припојене и школе у Пољанама и Јасенку.

## О школи
Школу похађа 254 ученика, распоређених у 19 одељењa, а о њима бринe 47 запослених радника. Настава се одвија у једној смени, од 8:00 до 14:00 часова. У школи се одржавају разне ваннаставне активности. Први страни језик је енглески, који се учи од првог разреда, а други француски, који се учи од петог разреда.
Матична школа у Дражевцу је савремена, осморазредна школа, у којој се налазе четири учионице намењене, за ученике млађих разреда, осам кабинета, за ученике виших разреда, фискултурна сала, библиотека, зборница, санитарни блок, кухињски блок, канцеларије администрације и вишенаменски хол. У једном делу хола се налази и бина на којој се одржавају разне кутурне манифестације. Дан школе се прославља 15. маја.
У издвојеним одељењима наставу похађају ученици од првог до четвртог разреда, у одељењима која су углавном комбинована. У Пољанама је 2016. изграђена нова и савремена школа, док се у Баљевцу, Конатицама и Јасенку настава изводи у старијим и мање опремљеним објектима.